# ابوعامر

تعديل مصدري - تعديل

ابوعامر هي إحدى قرى عزلة جعار بمديرية خنفر التابعة لمحافظة أبين، بلغ تعداد سكانها 68 نسمة حسب تعداد اليمن لعام 2004.